# Lineodes unicolor
Lineodes unicolor is een vlinder van de familie van de grasmotten (Crambidae). De wetenschappelijke naam van deze soort is voor het eerst voorgesteld als Stenoptycha unicolor door Eduard Hering in een publicatie uit 1906.
De soort komt voor in Peru.